# Bodolay Géza
Bodolay Géza (Budapest, 1957. július 17. –) Jászai Mari-díjas magyar színházi rendező, egyetemi oktató, színházigazgató, érdemes és kiváló művész.

## Életpályája
Bodolay Géza és Varga Ágnes gyermekeként született. Egyetemi tanulmányait az Eötvös Loránd Tudományegyetem Bölcsészettudományi Karának magyar–összehasonlító irodalomtörténet–művészettörténet szakán végezte el 1975–1981 között. 1984-ben a Színház- és Filmművészeti Főiskola színházrendező szakán diplomát, 2003-ban ugyanott színházművészetből művészdoktori fokozatot (DLA) szerzett.
A főiskola után 1984–1989 között a Szegedi Nemzeti Színházhoz került rendezőként. 1986–1989 között a JATE-n tanított. 1989–1992 között a kecskeméti Katona József Színház, majd 1992–1998 között a Nemzeti Színház rendezője, 1992–1996 között a Nemzeti Színiakadémia tanára, 1997-ben a berlini Művészeti Főiskola megbízott előadója volt. 1998–2008 között a kecskeméti Katona József Színház igazgató-főrendezője volt. 2009-2018 között a Szegedi Nemzeti Színház főrendezője.
2011-től óraadó a Károli Gáspár Református Egyetemen, 2012-től meghívott előadó a kolozsvári Babeș–Bolyai Tudományegyetemen. Számos színdarab műfordítója német, angol, francia, orosz és lengyel nyelvből. 
2019. május 1-től a Petőfi Irodalmi Múzeum – Országos Színháztörténeti Múzeum és Intézet igazgatója. 2020 novemberétől 2022 júliusáig Színház- és Filmművészeti Egyetem Színházművészeti Intézetének vezetője. Felesége Gidró Katalin színművész.

## Színházi rendezései

### Magyarországon
| - Molière: Mizantróp (Az új embergyülölő) (Ódry Színpad, Budapest, 1983) - Kesselring: Arzén és levendula (Csokonai Színház, Debrecen, 1983) - John Ford: Kár, hogy kurva* (diplomarendezés, Szegedi Nemzeti Színház, 1984) - Arrabal: Az orángután-megnyitás* (Szegedi Nemzeti Színház, 1984) - Mihalkov: A hab* (Szegedi Nemzeti Színház, 1985) - O’Neill: Vágy a szilfák alatt (Szegedi Nemzeti Színház, 1986) - Mihura: Három cilinder (Szegedi Nemzeti Színház, 1986) - Scribe: Egy pohár víz (Szegedi Nemzeti Színház, 1986) - Kálmán Imre: Csárdáskirálynő – operett (Szegedi Nemzeti Színház, 1987) - Rossini: Házassági szerződés* – opera (Szegedi Nemzeti Színház, 1987) - Shakespeare: Hamlet (Szegedi Nemzeti Színház, 1987) - Ionesco: Rinocéroszok* (Szegedi Nemzeti Színház, 1988) - Mészöly Miklós: Az ablakmosó (Pécsi Nemzeti Színház, 1988) - Mrożek: A nagykövet* (Katona József Színház, Kecskemét, 1990) - Büchner–Madách–Bodolay: Danton a magánzárkában* (Blue Box, Budapest, 1990) - Tamási Áron: Csalóka szivárvány (Katona József Színház, Kecskemét, 1990) - Bulgakov: Ádám és Éva (saját fordításában; Kisfaludy Színház, Győr, 1990) - Brecht–Weil: Háromgarasos opera (Katona József Színház, Kecskemét, 1990) - Camus: A félreértés (Pécsi Nemzeti Színház, 1991) - Goethe–Hacks: A mundérvásárhelyi búcsú* (saját fordításban; Ekhós Színház/Páholy Alapítvány, Budapest majd országos turné, 1992) - Ödön von Horváth: Pollinger kisasszony és a férfiak* (Komédium, Budapest, 1992) - Saint-Exupéry: A kis herceg (Miskolci Nemzeti Színház, 1992) - Mrożek: Tangó (Móricz Zsigmond Színház, Nyíregyháza, 1993) - Cousse: Nyuszi a fazékban* (saját fordításban; Gutenberg Művelődési Központ, Budapest, 1993) - Birinszkij: Bolondok tánca* (Szegedi Nemzeti Színház, 1994) - Móricz Zsigmond: Sári bíró (Móricz Zsigmond Színház, Nyíregyháza, 1994) - Molnár Ferenc: Panoptikum avagy a király füle* (Nemzeti Színház, Budapest, 1994) - Móricz Zsigmond: Úri muri (Nemzeti Színház, Budapest, 1995) - Gogol: A revizor (saját fordításban; Szegedi Nemzeti Színház, 1995) - Lengyel Menyhért–Jürgen Hofmann: Lenni vagy nem lenni* (saját fordításban; Nemzeti Színház, Budapest, 1995) - Kaiser: Dávid és Góliát, avagy A főnyeremény* (saját fordításban; a Nemzeti Színház Várszínháza, Budapest, 1996) - Mrożek: A szerződés* (Komédium, Budapest, 1997) - Ruzante: A csapodár madárka (Kastélyszínház Egervár, Szentendre, 1997) - Peter Weiss: Jean Paul Marat üldöztetése és meggyilkolása, ahogy a charentoni elmegyógyintézet színjátszói előadják De Sade úr betanításában (a Nemzeti Színház Várszínháza, Budapest, 1998) - Mikszáth–Bodolay–Kocsák: Új Zrínyiász* (Katona József Színház, Kecskemét, 1998) - Wyspiański/B.: A magyar menyegző* (Katona József Színház, Kecskemét, 1999) - Jasieński: Próbababák bálja* (saját fordításban; Szegedi Nemzeti Színház, 1999) - Madách Imre: Az ember tragédiája (Katona József Színház, Kecskemét, 2000) - Mikszáth Kálmán–Bodolay: A beszélő köntös (Katona József Színház, Kecskemét, 2000) - Hirson: La Bête – A vadbarom/a bohóc* (saját fordításban; Katona József Színház, Kecskemét, 2001) - Katona József: Bánk bán (Katona József Színház, Kecskemét, 2001) - Weöres Sándor: Csalóka Péter (Katona József Színház, Kecskemét, 2001) - Svarc: A király meztelen (Katona József Színház, Kecskemét, 2001) - Molière: Don Juan vagy a kőszobor vacsorája (Katona József Színház, Kecskemét, 2002) - Schimmelpfennig: Push up 1– 3. (saját fordításban; Katona József Színház, Kecskemét, 2002) - Taviani-fivérek–Morricone–Bodolay: ALLONSANFAN – Előre hát, fiúk!* (Katona József Színház, Kecskemét, 2003) - Bulgakov: Álszentek összeesküvése (Katona József Színház, Kecskemét, 2003) | - Ruzante: Az anconai özvegy (Várszínház, Kőszeg, 2003) - Shakespeare: Vízkereszt, vagy amit akartok (Szigligeti Színház, Nagyvárad, 2003) - Milne–Karinthy Frigyes: Játsszunk Micimackót!* (Katona József Színház, Kecskemét, 2003) - Louis(!) Feydeau, azaz Pozsgai: Meglőttük a fényes sellőt* (Katona József Színház, Kecskemét, 2004) - Hacks: Amphitryon (Katona József Színház, Kecskemét, Zalaegervár, 2004) - Shakespeare: Rómeó és Júlia (Katona József Színház, Kecskemét, 2004) - Streeruwitz: New York, New York* (Csokonai Színház, Debrecen, 2005) - Shakespeare: Szeget szeggel (Móricz Zsigmond Színház, Nyíregyháza, 2005) - Kušan–Tasnádi István: A balkáni kobra (Katona József Színház, Kecskemét, Zalaegervár, 2005) - Pozsgai Zsolt: Szabadságharc Szebenben* (Katona József Színház, Kecskemét, 2005) - Shakespeare: Ahogy (nektek) tetszik (Móricz Zsigmond Színház, Nyíregyháza, 2005) - Schimmelpfennig: Berlin, Greifswalder Strasse* (saját fordításban; Katona József Színház, Kecskemét, 2006) - Gounod: Faust – opera (Csokonai Színház, Debrecen, 2006) - Ionesco: A kopasz énekesnő (Katona József Színház, Kecskemét, 2006) - Brecht: Állítsátok meg Arturo Uit! (Békéscsabai Jókai Színház\|Jókai Színház, Békéscsaba, 2006) - Büchner: Danton halála (Katona József Színház, Kecskemét, 2006) - Feydeau: Osztrigás Mici (Dáma a Maximból) (Katona József Színház, Kecskemét, 2007) - Shakespeare: A windsori víg feleségek/nők (Katona József Színház, Kecskemét, 2007) - Molière/B.: Az új embergyűlölő (Katona József Színház, Kecskemét, 2008) - Schimmelpfennig: Az állatok birodalma* (saját fordítás; Katona József Színház, Kecskemét, 2008) - Stevens: Pornográfia (Szegedi Nemzeti Színház, 2008) - Albee: Kényes egyensúly (Pesti Magyar Színház, Budapest, 2009) - Shakespeare: A tévedések komédiája (Szegedi Nemzeti Színház, 2009) - Heltai Gáspár: Róka rege (Móricz Zsigmond Színház, Nyíregyháza, 2009) - Pozsgai Zsolt: Naplopók* (Móricz Zsigmond Színház, 2009) - Vörösmarty Mihály: Csongor és Tünde (Szegedi Nemzeti Színház, 2009) - Visky András: Megöltem az anyámat (tirami su)* (Arany 10, Budapest, 2009; Szegedi Nemzeti Színház, 2010) - Verdi: Álarcosbál (Szegedi Nemzeti Színház, 2010) - Molière/B.: A képzelt fösvény beteg (Szegedi Nemzeti Színház, 2010) - Kosztolányi Dezső: Színes tinták (Móricz Zsigmond Színház, Nyíregyháza, 2010) - Csehov: A három nővér (Szegedi Nemzeti Színház, 2011) - Schiller: Haramiák (Szegedi Nemzeti Színház, 2011) - Schimmelpfennig: Nő a múltból (Szegedi Nemzeti Színház, 2012) - Németh Ákos: Webáruház (Móricz Zsigmond Színház, Nyíregyháza, 2012) - Giordano: André Chénier – opera (Szegedi Nemzeti Színház, 2012) - Móricz Zsigmond: Naplók (Móricz Zsigmond Színház, Nyíregyháza, 2013) - Katona József: Bánk bán (Szegedi Nemzeti Színház, 2013) - Móricz Zsigmond: Nem élhetek muzsikaszó nélkül (Újszínház, Budapest, 2013) - Tasnádi István: Memo – A felejtés nélküli ember* (Szegedi Nemzeti Színház, 2013) - Shakespeare: Othello (Szegedi Nemzeti Színház, 2014) - Shakespeare: Coriolanus (Móricz Zsigmond Színház, Nyíregyháza, 2014) - Hašek: Švejk, a derék elsőháborús katona (Szegedi Nemzeti Színház, 2014) - Pozsgai Zsolt: A Vasgróf* (Szegedi Nemzeti Színház, 2014) - Brecht–Dessau: Kurázsi mama és gyermekei (Szegedi Nemzeti Színház, 2015) - Forgách András: Krammer (Móricz Zsigmond Színház, Nyíregyháza, 2015) - Genet: Cselédek; Gogol: Játékosok (Szegedi Nemzeti Színház, 2015) - Szigligeti Ede: Liliomfi (Szegedi Nemzeti Színház, 2016) - Ibsen/Arthur Miller/B.: A nép ellensége (Szegedi Nemzeti Színház, 2016) - Gounod: Faust (Szegedi Nemzeti Színház, 2017) - Csehov: Ványabácsi (sic!) (Szegedi Nemzeti Színház, 2017) - Németh Ákos: Tél* (Szegedi Nemzeti Színház, 2017) - Akárki – moralitás-játék (Szegedi Szabadtéri Játékok, 2020) |

### Külföldön

#### Magyar nyelven
- Brecht–Dessau: A szecsuáni jólélek (Jókai Színház, Révkomárom, Szlovákia, 1993)
- Bakonyi Károly–Szirmai Albert: Mágnás Miska – operett  (Thália Színház, Kassa, Szlovákia, 1996)
- Móricz Zsigmond: Rokonok (Szigligeti Színház, Nagyvárad, Románia, 2002)
- Gogol: Ház-Tűz-Néző (saját fordításban; Jókai Színház, Révkomárom, Szlovákia, 2004)
- Shakespeare: A tévedések komédiája (Szigligeti Színház, Nagyvárad, Románia, 2008)
- Hirson: La Bête – A vadbarom/a bohóc* (saját fordításban; Szatmárnémeti Északi Színház Harag György Társulat, Szatmárnémeti, Románia, 2009)
- Schimmelpfennig: A repülő gyermek* (saját fordításban; a Babeș–Bolyai Egyetem vizsgaelőadása, Kolozsvár, 2013)
- Babits Mihály: A második ének (a Babeş-Bolyai Egyetem vizsgaelőadása, Kolozsvár, 2014)

#### Idegen nyelven
- Jarry: Ubu, der König – a három darab összevont verziója (Theaterkeller, Sindelfingen, Németország, 1988)
- Karel Steigerwald: Korabeli táncok* (Teatr Studyjny, Łódź, Lengyelország, 1988)
- Goethe–Hacks: Das Jahrmarktsfest zu Plundersweilen (Theaterkeller, Sindelfingen, Németország, 1989)
- Brecht: Mann ist Mann (Stadttheater, Hildesheim, Németország, 1999)
- Jürgen Hofmann–Lengyel Menyhért: Sein oder Nichtsein (Stadttheater, Karlsruhe, Németország, 2001)
- Wyspiański: Wesele (Teatr im. Juliusza Słowackiego, Krakkó, Lengyelország, 2008)

A *-gal jelzettek ősbemutatók, illetve első bemutatók az adott országban.

## Díjai, elismerései
- Szeged Város Alkotói díja (1986)
- "Aranypáholy-díj" – a Marat halála rendezéséért (1997)
- "Az év embere" – a Kecskeméti Társulat szavazatai alapján (2000)
- A Perzsa Akadémia életműdíja (2005)
- "Aranykecske-díj" – Közönségdíj, a legjobb rendezőnek (2005)
- Jászai Mari-díj (2010)
- Érdemes művész (2015)
- Kiváló művész (2021)

## Művei
- Danton a magánzárkában (1990)
- műfordítások

## Filmje
- Anakronista (1982–1997)

## Külső hivatkozások
- Magyar Színház
- Szegedi Nemzeti Színház
- Színházi Adattár